# 山本順二
山本 順二（やまもと じゅんじ、1947年 - ）は、日本の元文部官僚。学校法人文化学園理事。

## 来歴
1970年3月、早稲田大学教育学部社会科卒業後、行政管理庁に入庁する。国家公務員採用上級甲種試験に合格し、1974年（昭和49年）に文部省入省。文部省大臣官房広報室長、内閣官房内閣審議官（初等中等教育局視学官兼任）、文部省大臣官房統計企画課長、奈良先端科学技術大学院大学事務局長、長崎大学事務局長などを経て、東京農工大学理事・副学長を最後に同省を退官した。2006年4月より独立行政法人大学評価・学位授与機構理事。2008年4月より現職となった。